# Década de 1830
Séculos: Século XVIII - Século XIX - Século XX
Décadas: 1800 1810 1820 - 1830 - 1840 1850 1860
Anos: 1830 - 1831 - 1832 - 1833 - 1834 - 1835 - 1836 - 1837 - 1838 - 1839
Aprimoramento em massa das ferrovias e desenvolvimento de novas locomotivas. O transporte via ferrovias se torna o meio mais confiável e rápido de se transportar mercadorias e pessoas.